# 長扁朽木蟲科
長扁朽木蟲科是鞘翅目擬步總科下的一屬，身体普遍较长且扁平，在北美与亚洲皆有分布，目前已知共計4屬10種。

## 描述
本科成員成蟲體型約介於 7–13 mm 之間，體型修長扁平，後緣縮窄，體上被有細毛。顏色大致上成棕色或黑色。背上具有光澤，顎部前突，具有明顯額楯縫。顎鬚末節成斜截形或斧狀。眼大型，觸角絲狀，鞘翅上佈有點刻。爪式簡單，跗節式5-5-4。雄蟲陽莖基側突頂端分岔。

## 系統分類學
本科在成蟲形態與長朽木蟲科（Melandryidae）成蟲形態相似，幼生期比較形態學則顯示和長頸蟲科（Stenotrachelidae）和瘤擬步形蟲科（Zopheridae）近緣，分子系統則指出本科接近於鋸胸蕈蟲科（Pterogeniidae）、偽蕈蟲科（Tetratomidae）、小蕈蟲科（Mycetophagidae）、球角長朽木蟲科（Archeocrypticidae）、銅甲科（Chalcodryidae）、南美偽金花蟲科（Promecheilidae） 和四節甲科（Ulodidae）。

## 成員描述
本科目前已知有4屬10種，其中長扁朽木蟲屬（Synchroa）為模式屬，該屬亦為種類最多的一屬，共有6種。馬洛長扁朽木蟲（Mallodrya）原屬長朽木蟲科，後被劃入長扁朽木蟲科，但並沒有研究去論證本屬被放在長扁朽木蟲科的合理性。在進一步研究後，顯示其比較形態學上反而與長頸蟲科和長朽木蟲科更為接近，因此該屬的地位可能還需進一步檢視。
下圖為根據蕭昀等人於2018年提出的系統發生樹，顯示各屬之間的親緣關係，必須注意的是，該親緣樹僅有列出該科成員之間的親緣關係，並無納入其他分類元及外系群。
|            | 長扁朽木蟲屬 Synchroa      | 小長扁朽木蟲屬 Synchroina  | 奇異長扁朽木蟲屬 Thescelosynchroa |
| ---------- | -------------------------- | -------------------------- | --------------------------------- |
| 體型       | 約10-13毫米                | 約7至9毫米                 | 約10毫米                          |
| 眼睛       | 大                         | 小                         | 小                                |
| 小顎鬚     | 斧狀                       | 斜截形                     | 斧狀                              |
| 前胸背板   | 前端狹窄                   | 外緣圓弧，前端稍稍縮窄     | 外緣微微圓弧                      |
| 爪式       | 簡單                       | 鋸齒                       | 簡單                              |
| 陽莖器中葉 | 纖細錐狀，非延伸自被蓋頂端 | 長棍棒狀，非延伸自被蓋頂端 | 長棍棒狀，延伸自被蓋頂端          |

|  | 馬洛長扁朽木蟲 Mallodrya |
|  | |
|  | \| \| 奇異長扁朽木蟲屬 Thescelosynchroa \| \| \| \| \| \| 小長扁朽木蟲屬 Synchroina \| \| \| \| \| \| 長扁朽木蟲屬 Synchroa \| \| \| \| |
|  | |
|  | 奇異長扁朽木蟲屬 Thescelosynchroa |
|  | |
|  | 小長扁朽木蟲屬 Synchroina |
|  | |
|  | 長扁朽木蟲屬 Synchroa |
|  | |

|  | 奇異長扁朽木蟲屬 Thescelosynchroa |
|  |                                   |
|  | 小長扁朽木蟲屬 Synchroina         |
|  |                                   |
|  | 長扁朽木蟲屬 Synchroa             |
|  |                                   |

## 分布
本科物種呈東亞-北美間斷分布 (EA-NA disjunction) 。除了 Mallodrya subaenea 和 Synchroa punctata 產於北美外，其餘種類皆產於亞洲東部，一些種類的幼蟲以落葉性喬木的腐朽木質纖維為食。

## 生物地理學
本科的模式屬長扁朽木蟲屬（Synchroa）呈現東亞-北美間斷分布（EA-NA disjunction）的格局，主要的物種多樣性中心為中國大陸西北到西南。研究者根據該類群分歧時間（約三千萬年前，第三紀中晚期），配合其分布格局、生態習性，以及化石紀錄，推斷該屬成員可能透過白令陸橋傳播，可能與第三紀時透過白令陸橋所進行的植物遷移可能有關聯。
小長扁朽木蟲屬（Synchroina）成員則僅分布於西馬地區。而奇異長扁朽木蟲屬則僅分布於中國四川。

## 外部連結
- 维基共享资源上的相關多媒體資源：長扁朽木蟲科
- 維基物種上的相關：長扁朽木蟲科